# 萨斯托勒莫孔迪
萨斯托勒莫孔迪（法語：Sassetot-le-Mauconduit，法語發音：[sasto lə mokɔ̃dɥi]）是法国滨海塞纳省的一个市镇，属于勒阿弗尔区。

## 地理
萨斯托勒莫孔迪（49°48'13"N, 0°31'42"E）面积8.81 平方千米，位于法国诺曼底大区滨海塞纳省，该省份为法国北部沿海省份，其西部及北部濒大西洋英吉利海峡，东起顺时针与索姆省、瓦兹省、厄尔省和卡爾瓦多斯省接壤。
与萨斯托勒莫孔迪接壤的市镇（或旧市镇、城区）包括：滨海昂克雷特维尔、昂热维尔-拉马尔泰勒、克里克托勒莫孔迪、圣马丹欧比诺、圣皮埃尔昂波尔、特维尔欧马约、维讷梅维尔。
萨斯托勒莫孔迪的时区为UTC+01:00、UTC+02:00（夏令时）。

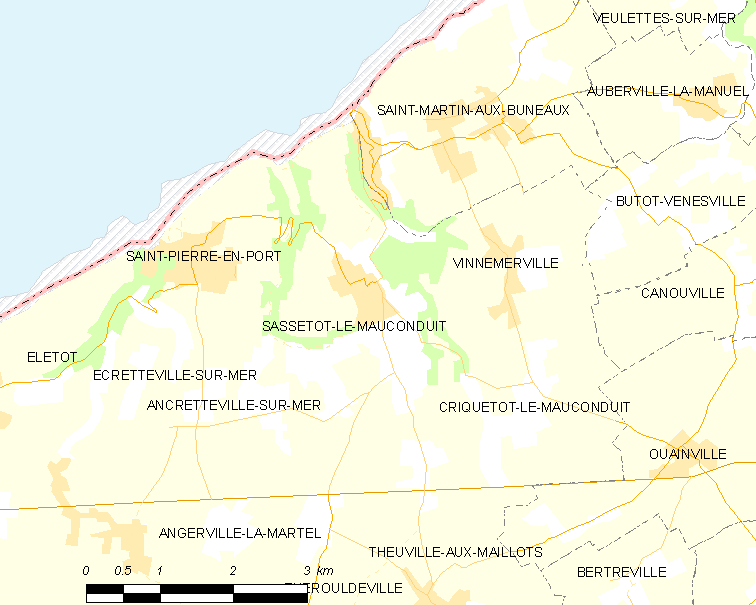
萨斯托勒莫孔迪的OSM定位图

## 行政
萨斯托勒莫孔迪的邮政编码为76540，INSEE市镇编码为76663。

## 政治
萨斯托勒莫孔迪所属的省级选区为费康县。

## 人口

1962-2008年间萨斯托勒莫孔迪人口变化图示

萨斯托勒莫孔迪于2022年1月1日时的人口数量为1003人。